# Thalassoma trilobatum
Thalassoma trilobatum är en fiskart som först beskrevs av Lacepède, 1801.  Thalassoma trilobatum ingår i släktet Thalassoma och familjen läppfiskar. IUCN kategoriserar arten globalt som livskraftig. Inga underarter finns listade i Catalogue of Life.